# Andrzej Lisowski
Andrzej Stanisław Lisowski (ur. 1950) – polski geograf, specjalizujący się w zakresie geografii społeczno-ekonomicznej, związany z Uniwersytetem Warszawskim.

## Życiorys
W 1973 roku ukończył studia geograficzne w zakresie geografii regionalnej w Instytucie Geografii Uniwersytetu Warszawskiego a w 1980 roku doktoryzował się na Wydziale Geografii i Studiów Regionalnych UW. Habilitację w zakresie geografii społeczno-ekonomicznej uzyskał w 1994 roku tamże na podstawie pracy pt. Skutki występowania wybranych zagrożeń naturalnych i ich percepcja w Polsce. W 2004 roku otrzymał tytuł profesora nauk o Ziemi. Jest kierownikiem Zakładu Geografii Miast i Organizacji Przestrzennej Wydziału Geografii i Studiów Regionalnych UW.
W latach 2008–2016 był dziekanem Wydziału Geografii i Studiów Regionalnych UW.
Jest członkiem Polskiej Akademii Nauk oraz Centralnej Komisji do Spraw Stopni i Tytułów. Do jego zainteresowań naukowych wliczają się m.in. zagadnienia geografii miast, geografii społecznej oraz metodologia geografii społeczno-ekonomicznej.

## Wybrane publikacje
- Zmiany przestrzenne i funkcjonalne obszarów miejskich, 2005
- Koncepcje przestrzeni w geografii człowieka, 2003
- Geografia na przełomie wieków - jedność w różnorodności, 1999
- Azja, 1997
- Rola miastotwórcza górnictwa w wybranych krajach Afryki Tropikalnej, 1978